# چای با دانه کاج

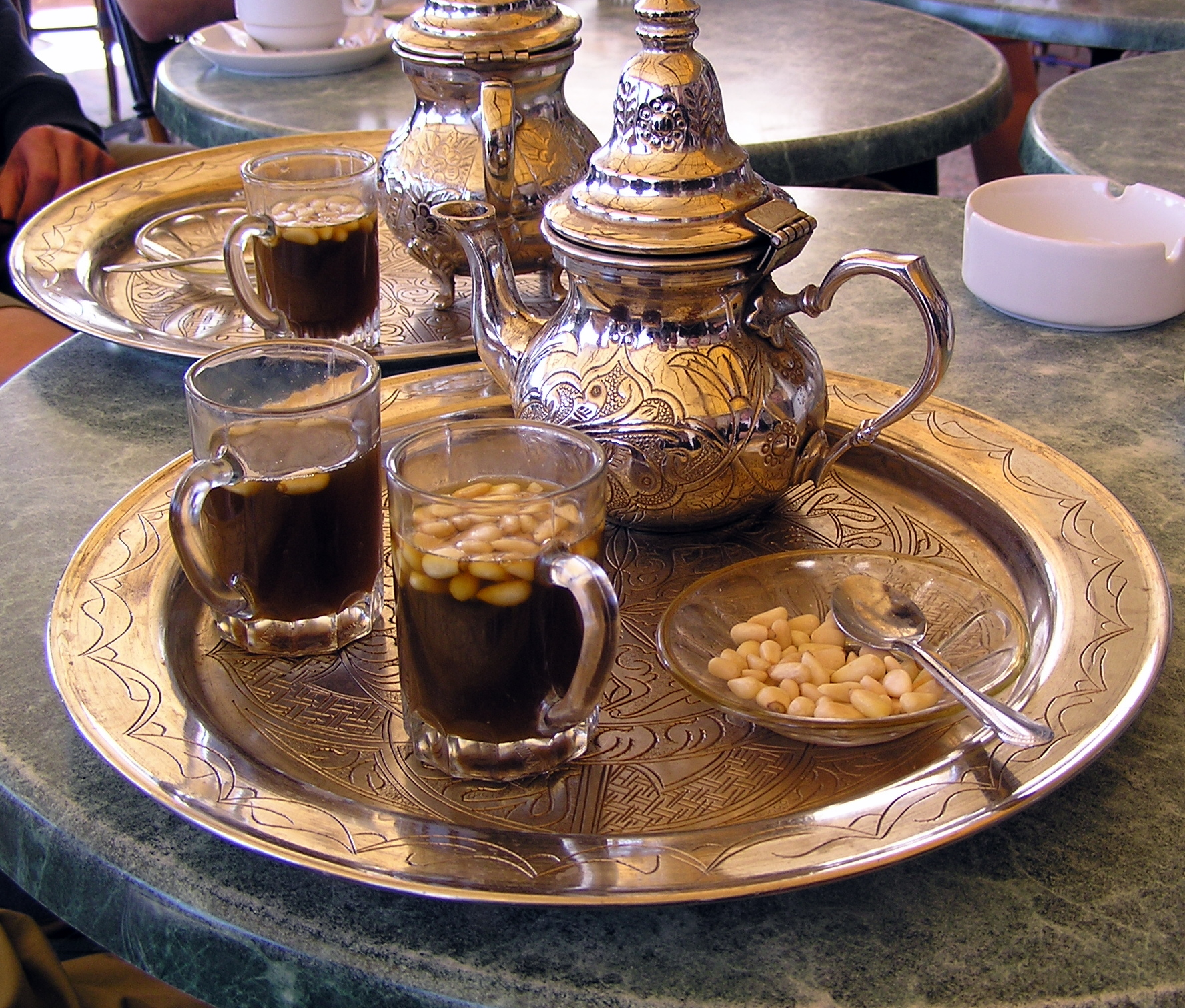
دیس چای تونسی با دانه کاج

چای با دانه کاج یا به فرانسوی چای کاج یک غذای سنتی تونس می‌باشد. این نوع چای نعناع مغربی (یا چای شمعدانی گاهی اوقات در زمستان) معمولاً در مناسبت‌هایی مانند عروسی، جلسه‌های خانوادگی یا جلسه‌های بین دوستان سرو می‌شود. بادام یا بادام زمینی بوداده را می‌توان جایگزین دانه‌های کاج همراه آن کرد و آن را خاص کرد.

## آماده‌سازی
چای تونسی با دانه کاج را می‌توان با برگ‌های چای سبز (چای خمیر شیمیایی نشده) یا برگ‌های چای سیاه (که در کشور تونس به آن نیز هم چای قرمز نیز می‌گویند) مهیا نمود.
آب را در یک قوری جوش می‌آورند، در حالی که یک مشت برگ چای پیش از عصاره‌گیری روی حرارت معتدل در قوری نصفه پر از آب، در آب جوش می‌شویند. شکر به اندازه طبع به آن افزون می‌گردد. چای وقتی آماده می باشدکه طعم تلخ خود را از دست دهد. می‌توانید برگ‌های نعناع – یا برگ‌های شمعدانی یا اسانس را در صورت استفاده از چای سیاه – اضافه نماییدو اجازه دهید پیش از سرو چای، مدتی دم بکشد.
دانه کاج را خوبتر است به آرامی روی حرارت کم بریان نمایید، ولی می‌توان آن را به صورت ساده نیز سرو کرد.

## سرویس
پیش از ریختن چای داغ، چند قاشق چای خوری دانه کاج در هر لیوان گذاشته می‌شود. دانه‌های کاج اگر چای بسیارشیرین باشد شناور می‌شوند، در غیر این صورت در ته‌لیوان باقی می‌مانند.
همچنین می‌توان چای را بدون دانه کاج سرو نمود و به میهمانان اجازه داد به اندازه مطلوب دانه کاج را در لیوان‌های خود بگذارند.
چای با دانه کاج را می‌توان در پایان صبح، بعد از ظهر یا عصر سرو نمایید.